# 宽邦镇
宽邦镇，是中华人民共和国辽宁省葫芦岛市绥中县下辖的一个乡镇级行政单位。1983年置宽邦乡。1984年改宽邦满族镇。2002年改置宽邦镇。

## 行政区划
宽邦镇下辖以下地区：
宽帮社区、宽帮村、项屯村、西台山村、窝棚沟村、黑鱼沟村、大栗屯村、大河西村、杨树沟村、大房身村、棒槌沟村、西岔沟村和东岔沟村。